# Billy DeBeck
William Morgan „Billy“ DeBeck (* 15. April 1890 in Chicago, Illinois; † 11. November 1942 in New York, New York) war ein US-amerikanischer Comiczeichner und -autor. Bekannt wurde er als Schöpfer des Comicstrips Barney Google, der seit 1919 erscheint.

## Leben
Billy DeBeck studierte an der Chicago Academy of Fine Arts und arbeitete im Anschluss für verschiedene Zeitungen und Zeitschriften. Im Jahr 1914 konnte er beim Chicago Herald seine ersten Comics veröffentlichen. Nach der Übernahme des Chicago Herald durch die Hearst Corporation wechselte DeBeck zum Examiner, wo er unter anderem auch für die Sportseite zeichnete. Am 17. Juni 1919 erschien der erste Strip von Barney Google, die erste Sonntagsseite folgte am 21. März 1920. Einen Popularitätszuwachs erlebte die Reihe, als DeBeck dem Titelhelden das Rennpferd „Spark Plug“ zur Seite stellte, was eine Flut an Merchandising-Produkten zur Folge hatte. Nach DeBecks Tod im November 1942 übernahm sein Assistent Fred Lasswell den Strip.